# Гусиха (Бурятія)
Гусиха (рос. Гусиха) — село Баргузинського району, Бурятії Росії. Входить до складу Міського поселення Селище Усть-Баргузин.
Населення — 270 осіб (2015 рік).